# فاليري تايلور
فاليري تايلور (بالإنجليزية: Valerie Taylor)‏ هي ممثلة بريطانية (وحملت سابقاً جنسية المملكة المتحدة لبريطانيا العظمى وأيرلندا)، ولدت في 10 نوفمبر 1902، وتوفيت في 24 أكتوبر 1988.

## وصلات خارجية
- فاليري تايلور على موقع IMDb (الإنجليزية)
- فاليري تايلور على موقع قاعدة بيانات برودواي على الإنترنت (الإنجليزية)
- فاليري تايلور على موقع قاعدة بيانات الفيلم (الإنجليزية)